# Klokzwiepfluiter
De klokzwiepfluiter (Psophodes occidentalis) is een zangvogel uit de familie Psophodidae (zwiepfluiters).

## Verspreiding en leefgebied
Deze soort is endemisch in westelijk en centraal Australië.

## Status
De grootte van de populatie is niet gekwantificeerd maar de soort wordt omschreven als plaatselijk algemeen. Op de Rode lijst van de IUCN heeft deze soort de status niet bedreigd.